# 파르골로보

파르골로보의 위치

파르골로보(러시아어: Па́рголово, 핀란드어: Parkala, 카리알라어: Parkola)는 상트페테르부르크의 서쪽에 위치한 역사적인 지역이다. 비보륵스키 구에 속해 있다. 2002년에 인구는 1만2,225명이었다.
여름 휴가 장소로 알려졌고, 20세기초에 지어진 건물들이 위치해 있다. 철도역인 파르골로보(Парголово)가 10월 철도를 통해서 상트페테르부르크 — 비보르크를 연결한다.
1746년에  옐리자베타 페트로브나황후를 위해 표트르 슈발로프(Пётр Иванович Шувалов)가 공로로, 이곳을 선물했다. 나중에는 슈발로프가의 영지로 150년 동안 존속했다.
20세기초에는 파르골로보의 크고 작은 길이 있었고, 스타로질롭카(Старожиловка), 카볼롭카(Каболовка), 자마닐롭카(Заманиловка)등의 마을이 위치했다.
이곳으로 쉬러온 사람들은 알렉산드르 푸시킨, 이반 투르게네프, 니콜라이 네크라소프, 아폴론 마이코프, 밀리 발라키레프, 알렉산드르 글라주노프, 파벨 페도토프였다.